# Chiến dịch Trident (1971)
Chiến dịch Trident là một chiến dịch tấn công của lực lượng Hải quân Ấn Độ nhằm vào thành phố cảng Karachi của Pakistan diễn ra trong Chiến tranh Ấn Độ-Pakistan năm 1971. Chiến dịch Trident là hoạt động quân sự đầu tiên sử dụng tên lửa chống hạm trong chiến tranh ở khu vực Nam Á. Chiến dịch được thực hiện vào đêm 4 và 5 tháng 12, đã gây thiệt hại nặng nề cho các tàu chiến và cơ sở hải quân của Pakistan. Trong khi Ấn Độ không bị tổn thất, Pakistan đã mất một tàu quét mìn, tàu khu trục, tàu chở hàng mang theo đạn dược và thùng chứa nhiên liệu ở thành phố Karachi. Một tàu khu trục khác cũng bị hư hỏng nặng và cuối cùng bị loại bỏ. Ấn Độ chọn Ngày Hải quân hàng năm vào ngày 4 tháng 12 để kỷ niệm chiến dịch này. Trident đã được nối tiếp bởi Chiến dịch Python ba ngày sau đó.

## Bối cảnh
Năm 1971, Cảng Karachi là nơi đặt trụ sở của Hải quân Pakistan và gần như toàn bộ hạm đội của nước này tại đây. Vì Karachi cũng là trung tâm thương mại hàng hải của Pakistan, nên một cuộc phong tỏa sẽ là thảm họa đối với nền kinh tế của Pakistan. An ninh của cảng Karachi chiếm ưu thế so với Bộ Tư lệnh Pakistan và nó được bảo vệ nghiêm ngặt trước mọi cuộc không kích. Vùng trời của cảng được bảo vệ bằng máy bay tấn công được bố trí tại các sân bay trong khu vực.
Đến cuối năm 1971, căng thẳng gia tăng giữa Ấn Độ và Pakistan, và sau khi Pakistan tuyên bố tình trạng khẩn cấp quốc gia vào ngày 23 tháng 11, Hải quân Ấn Độ đã triển khai ba tàu bắn tên lửa lớp Vidyut ở vùng lân cận Okha, gần Karachi để thực hiện nhiệm vụ tuần tra. Vì hạm đội Pakistan cũng hoạt động trong vùng biển này, Hải quân Ấn Độ đã thiết lập một ranh giới phân định mà các tàu chiến trong hạm đội của họ sẽ không vượt qua. Về sau, việc này tỏ ra hữu ích, tích lũy kinh nghiệm trong vùng biển của khu vực. Vào ngày 3 tháng 12, sau khi Pakistan tấn công các sân bay Ấn Độ dọc biên giới, Chiến tranh Ấn Độ-Pakistan năm 1971 chính thức bắt đầu.

## Diễn biến

### Mở đầu
Trụ sở Hải quân Ấn Độ (NHQ) tại Delhi, cùng với Bộ tư lệnh Hải quân Miền Tây, đã lên kế hoạch tấn công Cảng Karachi. Một nhóm tấn công thuộc Bộ tư lệnh Hải quân Miền Tây được thành lập cho nhiệm vụ này. Nhóm tấn công này được dựa trên ba tàu bắn tên lửa lớp Vidyut đã được triển khai ngoài khơi Okha. Tuy nhiên, các tàu chiến này có phạm vi hoạt động và radar hạn chế và để vượt qua khó khăn này, nó đã quyết định bổ sung thêm các tàu hỗ trợ khác.
Vào ngày 4 tháng 12, Nhóm tấn công vào Karachi được thành lập, bao gồm ba tàu tên lửa lớp Vidyut: INS Nipat, INS Nirghat và INS Veer, mỗi tàu được trang bị bốn tên lửa đất đối đất SS-N-2B do Liên Xô chế tạo với tầm bắn 40 hải lý (74 km; 46 mi), hai hộ tống hạm  lớp Arnala trang bị vũ khí chống tàu ngầm: INS Kiltan và INS Katchall, và một tàu chở dầu INS Poshak. Nhóm này nằm dưới sự chỉ huy của Tư lệnh Babru Bhan Yadav, sĩ quan chỉ huy của Hạm đội tàu Tên lửa 25.

### Cuộc tấn công
Theo kế hoạch, vào ngày 4 tháng 12, nhóm tấn công đã triển khai tại vị trí cách 250 hải lý (460 km; 290 mi) ngoài khơi bờ biển Karachi về phía nam và duy trì vị trí đó suốt ban ngày, bên ngoài phạm vi giám sát của Không quân Pakistan. Do máy bay Pakistan không có khả năng ném bom ban đêm, nên kế hoạch tấn công sẽ được thực thi vào thời điểm giữa hoàng hôn và bình minh. Lúc 10:30 chiều Giờ chuẩn Pakistan (PKT), nhóm đặc nhiệm Ấn Độ đã di chuyển 180 nmi (330 km; 210 mi) từ vị trí của nó ở hướng nam, đến gần Karachi. Ngay sau đó, các mục tiêu là tàu chiến Pakistan đã được xác định 70 nmi (130 km; 81 mi) nằm về phía tây bắc và đông bắc của các tàu chiến Ấn Độ.
INS Nirghat đã di chuyển theo hướng tây bắc và bắn tên lửa Styx đầu tiên của mình vào PNS Khaibar, một tàu khu trục lớp Battle của Pakistan. Khaibar, cho rằng đó là một tên lửa từ máy bay Ấn Độ, đã khai hỏa hệ thống phòng không của nó. Tên lửa đâm vào phía bên phải của con tàu, phát nổ bên dưới boong trong khoan điện của tàu vào lúc 10h45 chiều (PKT). Điều này dẫn đến một vụ nổ trong phòng lò hơi đầu tiên. Dẫn đến con tàu bị mất lực đẩy, và khói tràn ngập. Một tín hiệu khẩn cấp có nội dung: "Máy bay địch tấn công ở vị trí số 020 FF 20. Lò hơi số 1 bị đánh trúng. Tàu đã dừng lại", được gửi đến Trụ sở Hải quân Pakistan (PNHQ). Do sự hỗn loạn được tạo ra bởi vụ nổ, tín hiệu chứa tọa độ sai của vị trí của con tàu. Điều này gây chậm trễ cho các đội cứu hộ tiếp cận vị trí của tàu. Quan sát thấy con tàu vẫn còn hoạt động, Nirghat đã bắn tên lửa thứ hai vào Khaibar trong phòng lò hơi thứ hai ở mạn phải của con tàu, cuối cùng đánh chìm con tàu và giết chết 222 thủy thủ.

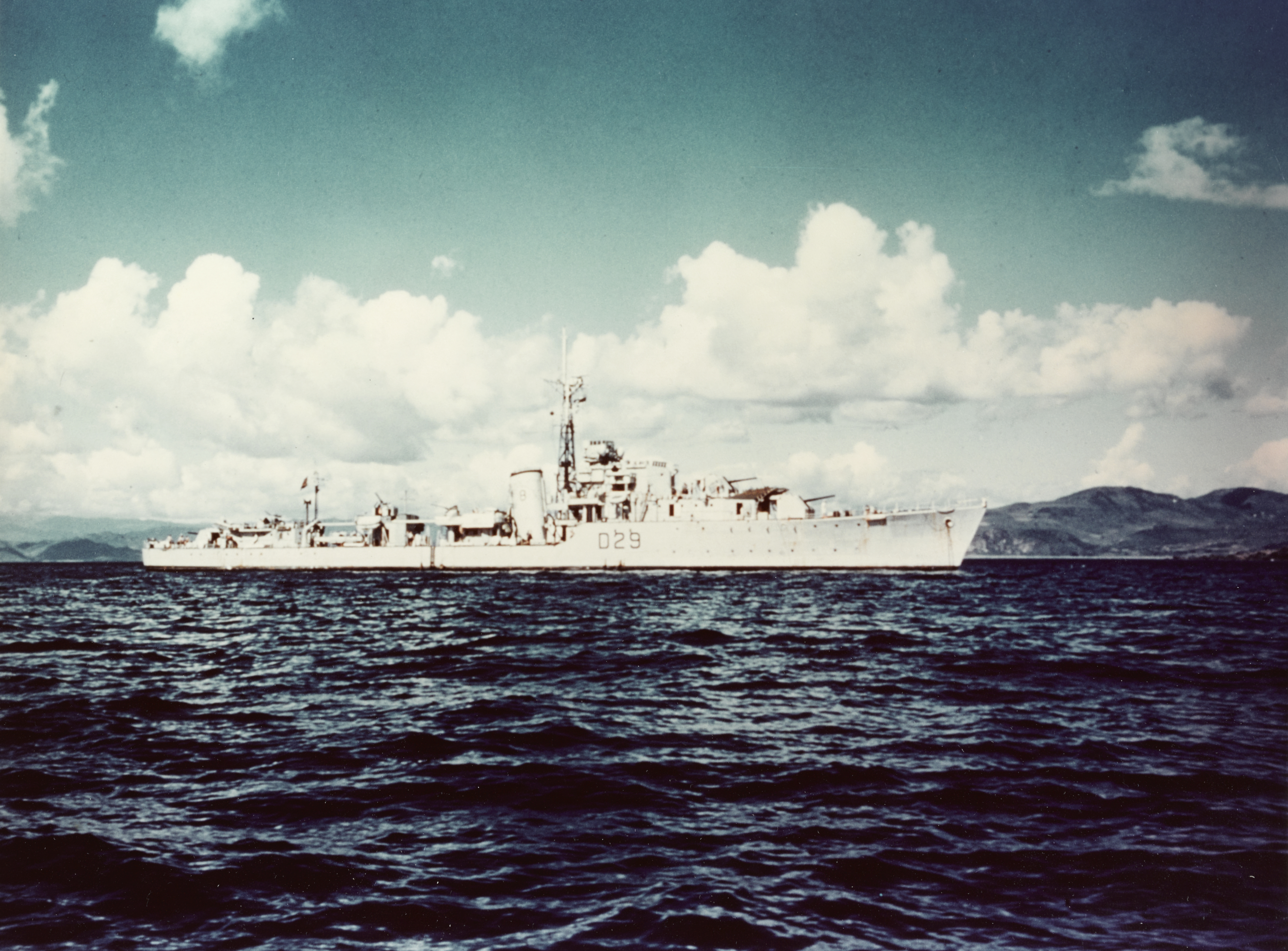
Một tàu khu trục PNS, Shah Jahan, được hiển thị ở đây trong sự phục vụ của Hải quân Hoàng gia Anh khi nó được biết đến với cái tên HMS Charity, đã bị hư hại nặng bởi tên lửa Styx do INS Nipat bắn vào ngày 4 tháng 12 năm 1971

Sau khi xác minh hai mục tiêu ở khu vực phía tây bắc của thành phố Karachi, lúc 11:00 chiều (PKT), INS Nipat đã bắn hai tên lửa Styx - một tên lửa đã bắn vào tàu chở hàng MV Venus Challenger và một vào PNS Shah Jahan, một tàu khu trục lớp C. Venus Challenger, mang theo đạn dược cho lực lượng Pakistan, đã phát nổ ngay sau khi tên lửa tấn công, và cuối cùng đã chìm tại vị trí cách 23 nmi (43 km; 26 mi) phía nam của Karachi. Tên lửa khác nhắm vào Shah Jahan và làm hỏng con tàu rất nặng. Lúc 11h20 chiều (PKT), PNS Muhafiz, một trục lôi hạm lớp Adjutant, là mục tiêu bị nhắm bởi INS Veer. Một tên lửa đã được khai hỏa và Muhafiz bị bắn vào mạn trái, ở cuối tàu. Nó chìm ngay lập tức trước khi có thể gửi tín hiệu đến PNHQ, giết chết 33 thủy thủ.
Trong khi đó, INS Nipat tiếp tục hướng tới Karachi và nhắm vào các bể chứa dầu Kemari, nằm ở vị trí cách 14 nmi (26 km; 16 mi) về phía nam của cảng Karachi. Hai tên lửa đã được phóng đi, một tên lửa không đi đúng vị trí, nhưng tên lửa còn lại đã bắn trúng vào các bể dầu, khiến chúng bốc cháy và bị phá hủy hoàn toàn, gây ra tình trạng thiếu nhiên liệu cho Pakistan. Lực lượng đặc nhiệm trở về cảng Ấn Độ gần nhất.
Chẳng mấy chốc, PNHQ đã triển khai các đội cứu hộ trên các tàu tuần tra để cứu lấy những người sống sót của tàu Khaibar. Khi Muhafiz bị chìm trước khi tàu có thể truyền đi bất kỳ thông điệp nào, người Pakistan chỉ biết được số phận của họ từ một vài người sống sót đã được cứu khi một tàu tuần tra lái về phía phần bị trôi dạt của con tàu đang bốc cháy.

## Hậu quả
Không quân Pakistan đã trả đũa các cuộc tấn công này bằng cách ném bom vào cảng Okha, ghi điểm trực tiếp vào các phương tiện tiếp nhiên liệu cho các tàu tên lửa, bãi chứa đạn dược và cầu tàu hải quân. Hải quân Ấn Độ đã lường trước cuộc tấn công này và đã di chuyển các tàu tên lửa đến các địa điểm khác để ngăn chặn mọi tổn thất. Tuy nhiên, việc phá hủy kho nhiên liệu đặc biệt đã ngăn chặn mọi cuộc tấn công tiếp theo cho đến khi Chiến dịch Python có thể thực hiện ba ngày sau đó.
Do kết quả của chiến dịch, tất cả các Lực lượng Vũ trang Pakistan đã được đặt trong tình trạng báo động cao. Việc triển khai đã đưa ra một số báo động sai trong những ngày tiếp theo về sự hiện diện của các tàu Hải quân Ấn Độ ngoài khơi Karachi. Một báo động giả như vậy đã được đưa ra bởi một máy bay trinh sát Fokker F27 Friendship của Hải quân Pakistan vào ngày 6 tháng 12 năm 1971, báo cáo không chính xác một tàu khu trục của Hải quân Pakistan là một tàu tên lửa của Hải quân Ấn Độ. PNHQ yêu cầu một cuộc không kích của Không quân Pakistan vào con tàu được cho là của Ấn Độ. Lúc 06:45 am (PKT), các máy bay chiến đấu đã nhầm lẫn và đã tấn công tàu trước khi nó được xác định là tàu khu trục PNS Zulfiqar. Sự cố tấn công nhầm lẫn này đã dẫn đến thương vong và thiệt hại cho tàu.
Không có thương vong của phía Ấn Độ, chiến dịch này được coi là một trong những thành công nhất trong lịch sử hải quân hiện đại sau Thế chiến II. Vì thế, Ấn Độ hằng năm chọn ngày 4 tháng 12 làm Ngày Hải Quân để đánh dấu chiến thắng của chiến dịch Trident.

### Giải thưởng
Một số nhân viên của Hải quân Ấn Độ được vinh danh với các giải thưởng sau chiến dịch. Sau đó, Sĩ quan Điều hành Hạm đội, Hạm trưởng (sau này là Phó Đô đốc) Gulab Mohanlal Hiranandani được trao Huy chương Nau Sena cho kế hoạch hoạt động chi tiết; Maha Vir Chakra được trao cho chỉ huy nhóm tấn công, Yadav cho người đã lên kế hoạch và lãnh đạo lực lượng đặc nhiệm; và Vir Chakra được trao cho Trung úy Chỉ huy Bahadur Nariman Kavina, Inderjit Sharma và Om Prakash Mehta, các sĩ quan chỉ huy của INS Nipat, INS Nirghat và INS Veer. Chỉ huy MN Sangal của INS Nirghat cũng được trao giải Chakra Vir.